# Prisian, Caraș-Severin
Prisian este un sat în comuna Buchin din județul Caraș-Severin, Banat, România.

## Personalități
- Imre Erőss (1909 - 1950), cleric romano-catolic, episcop clandestin

## Legături externe

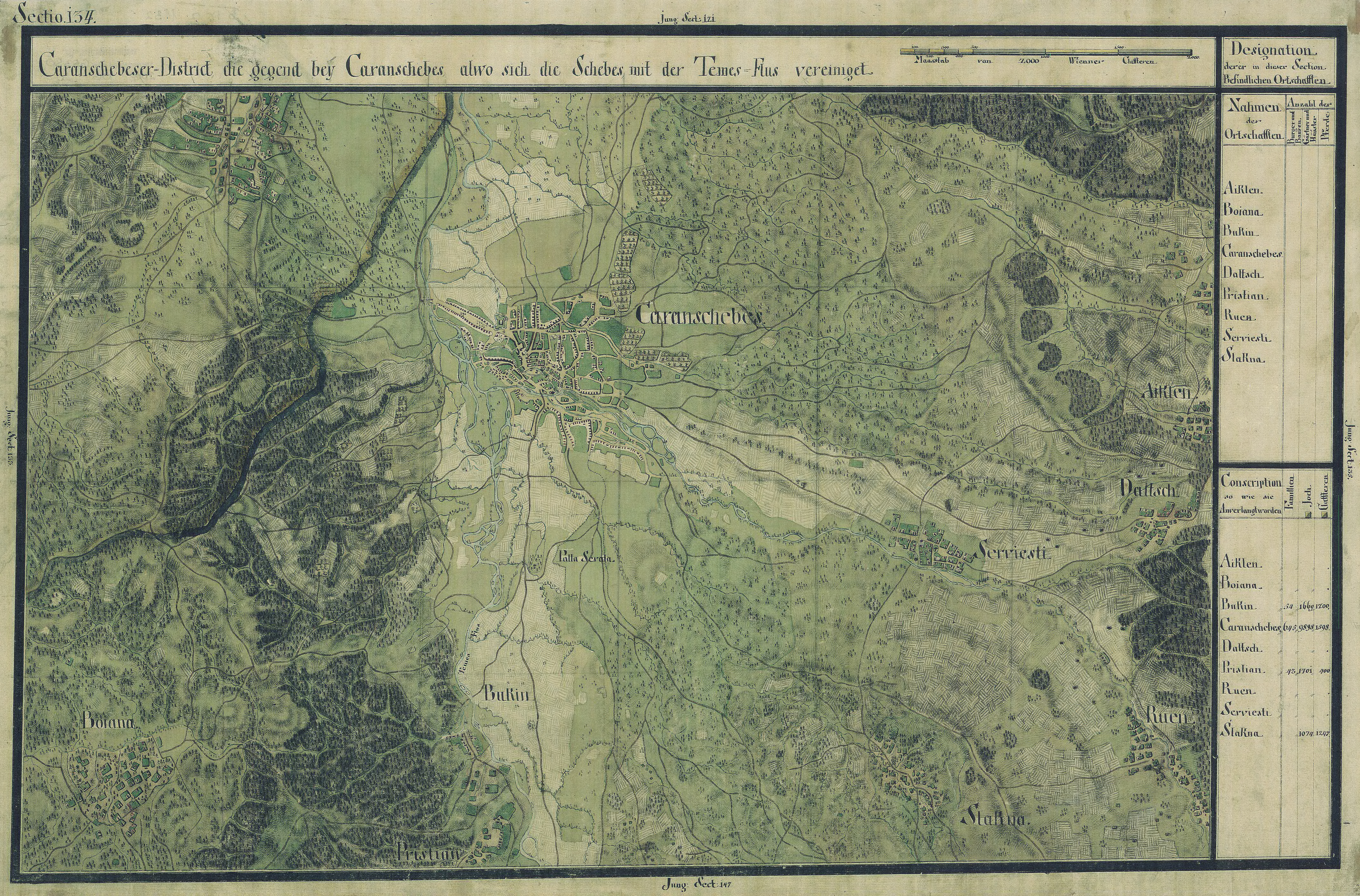
Prisian în Harta Iosefină a Banatului, 1769-72